# Ekonomska i monetarna unija Europske unije
Ekonomska i monetarna unija (EMU) krovni je pojam kojim se označava politika za ostvarivanje konvergencije gospodarstava svih zemalja članica Europske unije u tri faze. Članice EMU-a su 20 država europodručja (od 1. siječnja 2023.) i 7 država članica EU-a koje još nisu uvele euro.
Odluku o stvaranju ekonomske i monetarne unije donesena je na sastanku Europskog vijeća u nizozemskom gradu Maastrichtu u prosincu 1991. godine. Kasnije je navedena odluka uključena u Ugovor o Europskoj uniji (Ugovor iz Maastrichta). Gospodarska integracija, koja je započela 1957. s osnivanjem Europske ekonomske zajednice, od velike je koristi za gospodarstvo EU-a.
Ekonomska i monetarna unija zapravo znači:
- koordinaciju ekonomske politike među zemljama članicama,
- koordinaciju fiskalne politike, osobito s obzirom na ograničavanje javnog duga i proračunskog manjka,
- neovisnu monetarnu politiku koju vodi Europska središnja banka (ECB),
- uvođenje zajedničke valute u europodručju.

## Gospodarsko upravljanje u sklopu Ekonomske i monetarne unije
Ekonomska i monetarna unija nije odgovornost jedne europske institucije već svih država članica i institucija EU-a. Glavni igrači u Ekonomskoj i monetarnoj uniji su:
- Europsko vijeće - donosi sveukupni politički okvir,
- Vijeće EU-a (Vijeće) - usklađuje planiranje gospodarske politike Europske unije i donosi odluku smije li država članica uvesti euro,
- Euroskupina - koordinira politiku u zajedničkom interesu država članica u europodručju,
- Zemlje članice - donose svoje nacionalne proračune unutar dogovorenih ograničenja u svezi s proračunskim manjkom i javnim dugom te određuju svoje strukturne politike, uključujući tržište rada, mirovinski sustav i tržište kapitala,
- Europska komisija - prati rad i usklađuje međusobnu suradnju različitih igrača,
- Europska središnja banka (ECB) - određuje monetarnu politiku, čiji je primarni cilj održanje stabilnosti cijena,
- Europski parlament - zajedno s Vijećem oblikuje pravni okvir te je odgovorno za demokratski pregled.